# Marcel Rodman
Marcel Rodman (Jesenice, 25 settembre 1981) è un allenatore di hockey su ghiaccio, dirigente sportivo ed ex hockeista su ghiaccio sloveno.

## Carriera
Nel corso della sua carriera ha indossato, tra le altre, le maglie di Peterborough Petes (1999-2001), HK Jesenice (2001-2002, 2004-2006, 2006/07, 2008/09), Graz 99ers (2002/03, 2005/06), Krefeld Pinguine (2003/04), Vienna Capitals (2007/08, 2009-2012), SC Bietigheim-Bissingen (2012/13 e seconda parte della stagione 2016-2017), Schwenninger Wild Wings (2013/14), KHL Medveščak Zagabria (prima parte della stagione 2014/15) e Klagenfurter AC (seconda parte della stagione 2014/15).
Con la nazionale slovena ha preso parte a otto edizioni dei campionati mondiali elite (2002, 2003, 2005, 2006, 2008, 2011, 2013 e 2015) e sei di prima divisione (2001, 2007, 2009, 2010, 2012 e 2014), oltre a due edizioni dei giochi olimpici invernali: Soči 2014 e Pyeongchang 2018.

## Palmarès
- Campionato sloveno: 3

HK Jesenice: 2004-2005, 2005-2006, 2008-2009
- DEL2: 1

Bietigheim Steelers: 2012-2013